# Bagnères-de-Bigorre
Bagnères-de-Bigorre er en lille by og kommune sydvest i Frankrig. Den er sous-préfecture (underpræfektur) i departementet Hautes-Pyrénées i regionen Occitanie. Kommunen har 7.060(2022) indbyggere, og ligger ved floden Adour.